# Edificio Fénix
Fénix es un edificio ubicado en el centro de la ciudad de Trelew, provincia del Chubut, Argentina. Situado sobre la Avenida Fontana, en pleno centro de la ciudad, posee 10 plantas y su uso es residencial y comercial (una galería comercial ocupa la planta baja y el primer piso). Fue diseñado por Dujovne - Hirsch & Associates y se inauguró en 1982.

## Historia
El edificio se encuentra en donde funcionaba el barrio del Ferrocarril Central del Chubut, con frente sobre la avenida Fontana y las calles San Martín y Roca, que correría la misma suerte de su ferrocarril tras su clausura. Pese a que fue habilitado entre 1951 y 1952 el traspaso nunca ocurrió hacia sus 15 familias que pelearon por su adjudicación en vano. El argumento esgrimido para su destrucción fue el aspecto del barrio no era acorde con el lugar céntrico que ocupaba y con las pretensiones de ‘progreso’ y ‘modernización’ de la ciudad. Las familias fueron finalmente desalojadas en 1977 y en marzo de 1978 se comenzó la demolición.